# Carminho

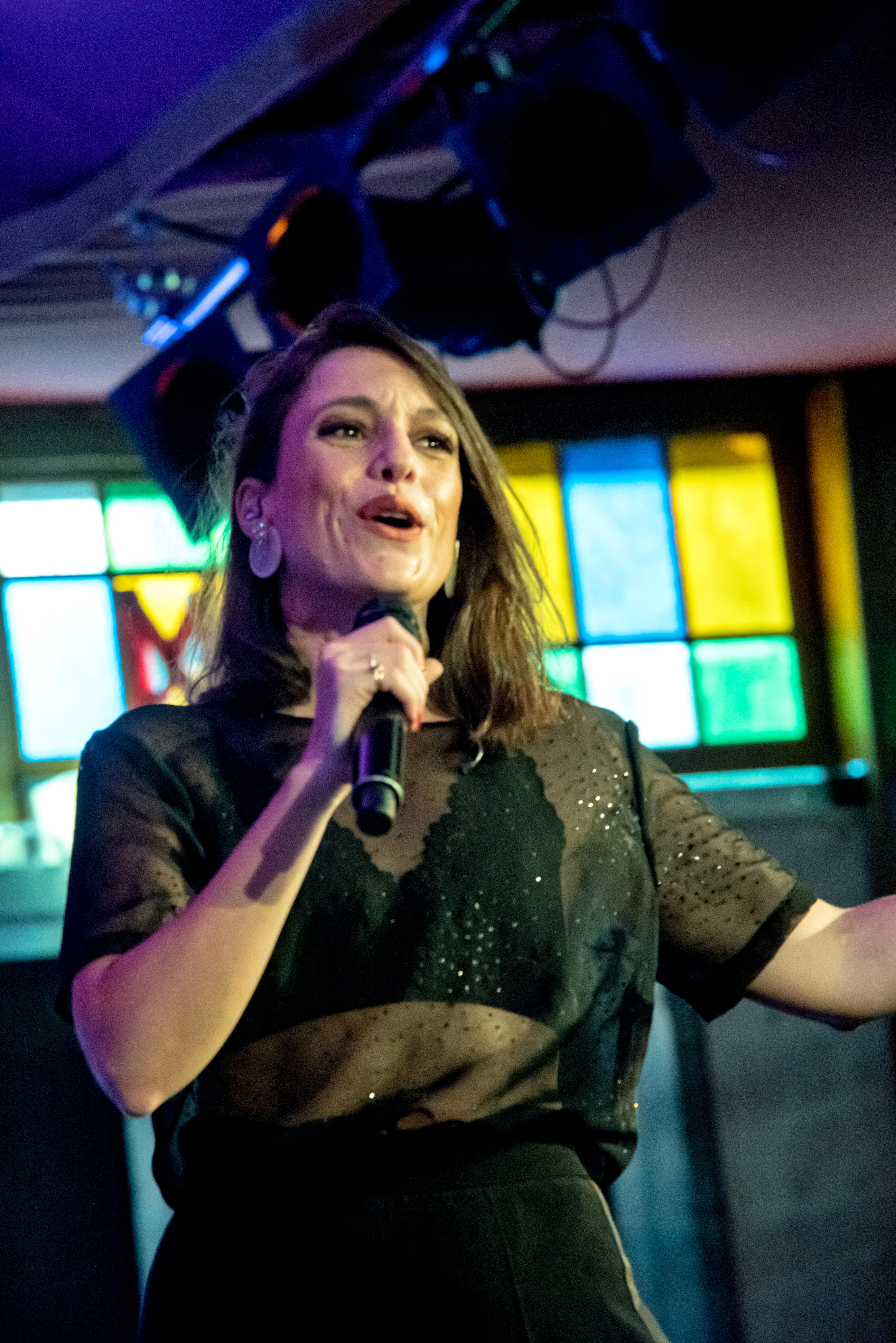
Carminho Zelt-Musik-Festival en 2018 à Fribourg-en-Brisgau, Allemagne

Carminho, nom de scène de Maria do Carmo Carvalho Rebelo de Andrade, née le 20 août 1984 à Lisbonne (Portugal), est une chanteuse portugaise de fado (fadista) et de musique populaire. Elle a grandi dans une famille de musiciens, sa mère Teresa Siqueira (pt) en particulier était une fadiste renommée. Elle est l'une des représentantes les plus talentueuses de la jeune génération de chanteuses de fado. Éclectique, Carminho aborde également d'autres genres musicaux : musiques traditionnelles portugaise et brésilienne, jazz, pop, rock.
Carminho est devenue une star en Espagne lorsqu'elle interprète en duo avec le chanteur espagnol Pablo Alborán, le titre Perdóname, qui s'est hissé au sommet des charts espagnols en 2011. Les deux albums de Carminho, Fado (2009) et Alma (2012), ont été certifiés disque de platine et disque d'or au Portugal.

## Discographie

### Albums en studio
- 2009 : Fado (CD, EMI)
- 2012 : Alma (CD, EMI)
- 2014 : Canto (CD, Warner)
- 2016 : Carminho canta Tom Jobim (CD, Warner)
- 2018 : Maria (CD, Warner)
- 2023 : Portuguesa (CD, Warner)